# Acantholimon fominii
Acantholimon fominii är en triftväxtart som beskrevs av Kusn. Acantholimon fominii ingår i släktet Acantholimon och familjen triftväxter. Inga underarter finns listade i Catalogue of Life.